# Man of the Match
Als Man of the Match (Damen: Women of the Match) oder Player of the Game  (deutsch: Spieler der Begegnung) bezeichnet man eine Auszeichnung, die in verschiedenen Sportarten an den jeweils herausragendsten Spieler des Spieles vergeben wird. Der Begriff stammt ursprünglich aus dem Cricket, wird aber inzwischen auch in einigen anderen Sportarten verwendet. Im Normalfall gewinnt ein Spieler der Siegermannschaft diese Auszeichnung. Es kommt aber auch vor, dass ein Mitglied des unterlegenen Teams als Man of the Match ausgezeichnet wird, wenn die individuelle Leistung entsprechend einzigartig war. Während der Man of the Match im Amateursport meist nur ein Ehrenpreis ist, ist er im professionellen Sport – vor allem im Cricket – mit Geldpreisen und Pokalen verbunden.

## Cricket
Im Cricket wird der Titel Man of the Match üblicherweise an jenen Spieler verliehen, der den größten Beitrag zum Sieg seiner Mannschaft geleistet hat. Seltener wird auch ein Spieler der Verlierermannschaft zum Man of the Match gekrönt. In Ausnahmefällen werden mehrere Spieler zum Man of the Match eines einzelnen Spieles gekürt. Sachin Tendulkar führt die Liste der meisten Man-of-the-Match-Auszeichnungen bei One-Day Internationals (ODIs) an, gefolgt von Sanath Jayasuriya. Der erste Man of the Match in einem ODI-Spiel war, beim ersten ODI am 5. Januar 1971 überhaupt, der Engländer John Edrich. Bei den Weltmeisterschaften wurde die Auszeichnung im Finale an die folgenden Spieler vergeben:
| Jahr | Gewinner    | Finalgegner | Man of the Match     |
| ---- | ----------- | ----------- | -------------------- |
| 1975 | West Indies | Australien  | Clive Lloyd          |
| 1979 | West Indies | England     | Viv Richards         |
| 1983 | Indien      | West Indies | Mohinder Amarnath    |
| 1987 | Australien  | England     | David Boon           |
| 1992 | Pakistan    | England     | Wasim Akram          |
| 1996 | Sri Lanka   | Australien  | Aravinda de Silva    |
| 1999 | Australien  | Pakistan    | Shane Warne          |
| 2003 | Australien  | Indien      | Ricky Ponting        |
| 2007 | Australien  | Sri Lanka   | Adam Gilchrist       |
| 2011 | Indien      | Sri Lanka   | Mahendra Singh Dhoni |
| 2015 | Australien  | Neuseeland  | James Faulkner       |
| 2019 | England     | Neuseeland  | Ben Stokes           |
| 2023 | Australien  | Indien      | Travis Head          |

## Fußball-Weltmeisterschaften
Für jedes Endrundenspiel wird der beste Spieler ermittelt, seit 2010 per Internetabstimmung.
| Turnier          | Man of the Match im Finale |
| ---------------- | -------------------------- |
| 2006 Deutschland | Andrea Pirlo               |
| 2010 Südafrika   | Andrés Iniesta             |
| 2014 Brasilien   | Mario Götze                |
| 2018 Russland    | Antoine Griezmann          |
| 2022 Katar       | Lionel Messi               |

Mit vier Auszeichnungen für die Spiele gegen Dänemark, Japan, Brasilien und Uruguay hat der niederländische Fußballspieler Wesley Sneijder diese Auszeichnung bei der Fußball-Weltmeisterschaft 2010 am häufigsten erhalten. Bei der Fußball-Weltmeisterschaft 2014 gewann der Argentinier Lionel Messi die Trophäe viermal und damit am häufigsten.
Deutsche Gewinner bei der Fußball-Weltmeisterschaft 2010:
- Thomas Müller (im Spiel um den dritten Platz gegen Uruguay und im Achtelfinale gegen England)
- Bastian Schweinsteiger (im Viertelfinale gegen Argentinien)
- Mesut Özil (im Vorrundenspiel gegen Ghana)
- Lukas Podolski (im Vorrundenspiel gegen Australien)

Schweizer Gewinner bei der Fußball-Weltmeisterschaft 2010:
- Gelson Fernandes (im Vorrundenspiel gegen Spanien)

Deutsche Gewinner bei der Fußball-Weltmeisterschaft 2014:
- Mario Götze (im Vorrundenspiel gegen Ghana und im Finale gegen Argentinien)
- Thomas Müller (im Vorrundenspiel gegen Portugal und im Vorrundenspiel gegen die Vereinigten Staaten)
- Toni Kroos (im Halbfinale gegen Brasilien)
- Mats Hummels (im Viertelfinale gegen Frankreich)